# Eissee (sjö i Österrike, Tyrolen)
Eissee är en sjö i Österrike.   Den ligger i förbundslandet Tyrolen, i den centrala delen av landet, 300 km väster om huvudstaden Wien. Eissee ligger 2 676 meter över havet.